# Königspfalz Samoussy
Die Königspfalz Samoussy war im 8. und 9. Jahrhundert als palatium und villa, quae dicitur Salmonciacus eine der Residenzen der karolingischen Kaiser und Könige. Sie stand in der Gemeinde Samoussy östlich von Laon. Gesichert ist, dass hier Karlmann, der Bruder Karls des Großen starb, einige Historiker sehen die Pfalz sogar als Karls Geburtsort.

## Geschichte
Die erste Erwähnung Samoussys gehört zum Weihnachtsfest 766, das Pippin der Jüngere hier verbrachte. Mit der Reichsteilung nach Pippins Tod 768 fiel Samoussy Karlmann zu, von dem die Pfalz häufiger besucht wurde. Er verbrachte hier die letzten Monate seines Lebens und starb in Samoussy am 4. Dezember 771. Der Forschung ist aufgefallen, dass Samoussy in dieser Zeit in Urkunden funktional als palatium bezeichnet wird, in erzählenden Chroniken jedoch eher real als villa. Später setzte sich die Bezeichnung Pfalz durch.
Soweit nachweisbar, kam Karl der Große 774 hierher, Ludwig der Fromme 816 und 830, Karl der Kahle 841 und 867. Im gleichen Jahr wurde der Zehnte des Fiscus Samoussy an die Abtei Saint-Denis abgegeben, was dann auch die letzte Erwähnung Samoussys als Pfalz ist. Nachrichten aus dem 12. Jahrhundert erwähnen die Pfalzgebäude oder Reste davon nicht mehr. Es wird angenommen, dass die Pfalz – ähnlich wie die Königspfalz Quierzy – Ende des 9. Jahrhunderts von den Normannen zerstört wurde.

## Die Pfalz
Bereits der Historiker Jean Mabillon (1632–1707) hatte keine Zweifel daran, dass die Pfalz Salmontiagum oder Salmunciagum in Samoussy gestanden hatte, zumal Hinkmar von Reims im Jahr 841 notiert, dass die Pfalz in der Pfarrei Laon liege, und auch in der späteren Forschung hat hierzu niemals Uneinigkeit bestanden. Grabungen hat es vor Ort jedoch bis zum Anfang des 20. Jahrhunderts nicht gegeben.
Erst der Tübinger Kunsthistoriker Georg Weise begann – die deutsche Besetzung Nordfrankreichs während des Ersten Weltkriegs ausnutzend – den Ort zu untersuchen, nachdem er seine Arbeiten Anfang 1917 in Quierzy abbrechen musste, wobei das Projekt dadurch behindert wurde, dass Samoussy von der deutschen Armee als Feldlager besetzt war, und er nur an den Stellen graben konnte, die das Militär nicht für sich reklamierte.
Am Ortseingang stand ein „altertümlicher Torbau“ (Weise), den Weise als in Teilen karolingisch und als Zugang zur Pfalz identifizierte. Grabungen, die er wenige Meter hinter dem Torbau begann, brachten schnell Ergebnisse zutage, Fundamente eines großen Gebäudekomplexes, der aus drei Teilen bestand:
- eine 50 Meter lange und 22 Meter breite zweischiffige Halle mit zwei Türmen an der östlichen Schmalseiten, die den 4,5 Meter breiten Eingang flankierten;
- südlich daran anschließend ein ummauerter viereckiger Hof, der von zwei Seiten, im Westen und im Osten, zugänglich war;
- an der Ostseite des Hofs schloss sich eine halbkreisförmige Mauer an, an deren Innenseite drei Meter breit Bodenplatten verlegt waren – Weise sah hier den Umgang eines Freigeländes mit einem Teich in der Mitte, dessen Reste er im Jahr 1917 noch vorfand.

Weitere Reste entdeckte Weise in der Nähe der Pfarrkirche, bei denen er an die Wohngebäude der Pfalz dachte, allerdings konnte er hier wegen der Rahmenbedingungen kaum systematisch arbeiten, so dass seine Ergebnisse hier nur bruchstückhaft sind.
Auch in der Pfalz Samoussy wurden keine Einrichtungen gefunden, die der Wehrhaftigkeit der Anlage dienten, sieht man von einem Wassergraben ab, der die gesamte Lichtung und damit die Pfalz umgab. Von Wirtschaftsgebäuden oder einer Kirche aus dieser Zeit fand sich ebenfalls keine Spur. Insgesamt ging Weise vorsichtig davon aus, dass die ergrabenen Reste zu einem palatium des 9. Jahrhunderts, also der Zeit Karls des Kahlen gehören, und nicht zur villa Karlmanns. Anders als bei Quierzy ist die Zuordnung der Fundamente zur karolingischen Pfalz in der historischen Forschung nicht umstritten.
Das teilweise karolingische Torhaus, das der Ausgangspunkt für Weises Arbeit war, wurde im Zweiten Weltkrieg von der Wehrmacht gesprengt, um eine bessere Zufahrt zum Dorf und zum Feldlager zu erhalten. Die Fläche mit der Halle, dem Hof und dem Teich ist heute noch unbebaut, der Teich selbst jedoch zugeschüttet.